# Santal
Pour l’article ayant un titre homophone, voir Santals.
Taxons concernés
- Famille des Santalaceae, genre Santalum :
  - Santalum album
  - Santalum ellipticum
  - Santalum spicatum
- Famille des Rutaceae, genre Amyris
  - Amyris balsamiferamodifier

Santal est un nom vernaculaire ambigu désignant en français certains bois appartenant principalement au genre Santalum, de la famille des Santalacées. Les arbres des espèces produisant ce type de bois poussent naturellement en Inde, au Népal, en Australie, en Nouvelle-Calédonie, au Vanuatu et à Hawaii. Ce bois est utilisé comme encens, en aromathérapie et en parfumerie, plutôt que comme bois de construction ou de charpente, bien que des temples aient été construits en santal en Inde et conservent leur arôme depuis des siècles.
Des meubles, des coffres et des boîtes à bijoux ont également été façonnés en santal.
Tomé Pires, un apothicaire portugais qui, de 1512 à 1515, a habité la ville de Malacca, sur la péninsule Malaise, note dans sa Suma Oriental que le bois de santal provient des îles de Sumba et Timor en Insulinde (actuels Indonésie et Timor oriental). De 1820 à 1870, l'Océanie est écumée par des navires santaliers, souvent à l'origine de conflits avec les populations autochtones.
En parfumerie, le santal est utilisé comme note de fond ; il est excellent fixateur qui permet de capturer les arômes de tête des autres huiles essentielles.

## Principales espèces

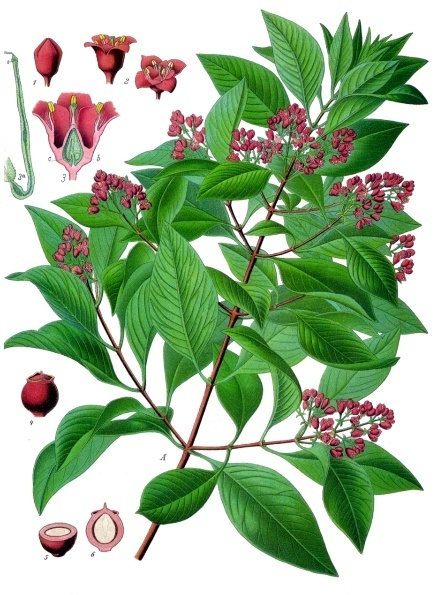
Branches, fleurs et graines du santal népalais (Koehler, 1887)

- Santalum album, ou santal népalais, est une espèce végétale en danger[1], dont l'exploitation est régulée par le gouvernement du Népal. Cela en fait une essence très chère et, en dépit de la réglementation, des centaines d'arbres sont abattus illégalement chaque année. L'huile essentielle de santal qu'on en tire atteint des prix de 1 000 à 1 500 USD/kg. Le commerce de ces huiles est considéré par certains pays comme représentant un risque écologique, dans la mesure où il encourage l'exploitation de ces arbres. Le santal de la région de Mysore, en Inde du Sud, est considéré comme la meilleure qualité disponible. De nouvelles plantations ont été mises en place avec l'aide de la communauté internationale au Tamil Nadu[réf. nécessaire].
- Santalum ellipticum (en), ou santal hawaiien (en hawaïen : ‘iliahi alo‘e), est également utilisé et est considéré comme étant de haute qualité.
- Santalum insulare, ou santal rouge ou santal polynésien, typique du Pacifique centre-sud, utilisé en médecine traditionnelle, en cosmétique et que l'on trouve plus rarement en sculpture[2].
- Santalum spicatum, ou santal australien, est utilisé en aromathérapie et en parfumerie. La composition chimique de son huile essentielle, donc son arôme, est très différente de celle des autres espèces de santal.

Le santal indien (S. album) est maintenant très rare et donc très cher. Quelques aromathérapeutes et parfumeurs utilisent le santal australien (S. spicatum) comme substitut. Les deux espèces diffèrent en concentration de constituants chimiques et donc en odeur.

## Utilisation religieuse

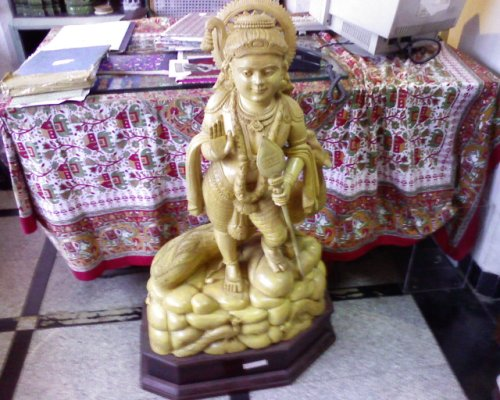
Statuette en bois de santal dans une villa de Pondichéry

Dans l’hindouisme, le santal est couramment utilisé lors des cérémonies et rituels. Il fait partie de la recette des pâtes d'embaumement utilisées dans les temples dédiés à la divinité Shiva. Une grande majorité d'hindous portent sur le front une marque faite avec cette pâte, supposée garder le troisième œil au frais. La principale espèce utilisée est Santalum album puisqu'elle est abondante dans le sud de l'Inde.
Le bois de santal est également présent en médecine traditionnelle, notamment son huile essentielle que l'on retrouve, même pure, en médecine ayurvédique et pour traiter l'angoisse[réf. souhaitée].
D'après certains textes[Lesquels ?], le santal était utilisé pour embaumer les princes défunts de Ceylan dès le IXe siècle.
Dans le bouddhisme, le santal est l'un des Padma (lotus) et correspond au Bodhisattva Amitabha. Les senteurs de santal sont considérées comme capables de transformer les désirs et de conserver l'attention d'une personne s'exerçant à la méditation[réf. souhaitée].
Le santal est l'un des principaux constituants de l'encens fabriqué en Chine, à Taïwan, au Japon, au Vietnam, en Corée, et est destiné à être allumé dans les temples ou lors des cultes. Il est également beaucoup utilisé en Inde pour ces mêmes applications[réf. nécessaire].
Selon la Bible (I Rois 10:11-12) ce bois fut utilisé pour la fabrication de harpes, de luths et de balustrades dans le temple de Jérusalem, en Israël, au temps du roi Salomon.
Également utilisé en association avec la fleur de rose lors des cérémonies Rose-Croix.

## Utilisation médicinale
Sous la forme de poudre de santal citrin et de poudre de santal rouge en égales proportions, il était un des constituants du diaprun solutif de la pharmacopée maritime occidentale au XVIIIe siècle .

## Utilisation dans lescosmétiques

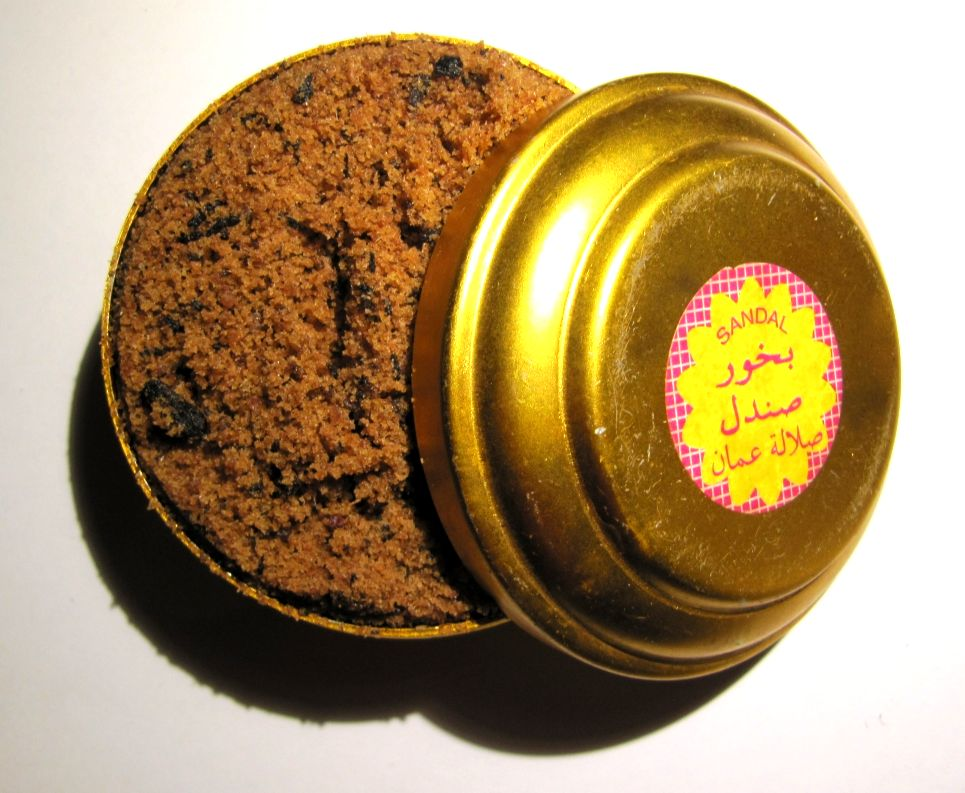
Boîte de poudre de santal d'un marché d'Oman

Le bois de santal est un des éléments du msindanu, un masque de beauté traditionnel porté par les femmes de certaines cultures est-africaines comme aux Comores ou au Mozambique.

## Dans la littérature
- Le Coffret de santal, recueil de poèmes de Charles Cros publié en 1873, augmenté en 1879.
- Roland Deschain, dit « Roland de Gilead », protagoniste de la série de romans La Tour sombre de Stephen King, possède deux révolvers dont les crosses sont en bois de santal.
- Le Supplice du santal est un roman de Mo Yan (prix Nobel de littérature 2012), publié en 2001, traduit en français en 2006.
- Les îles du santal est un roman de Serge Legrand-Vall, publié en 2011, qui évoque l'épopée d'un navire santalier aux îles Marquises.